# ゼピケノ・レドモンド
ゼピケノ・レドモンド（Zépiqueno Redmond, 2006年6月22日 - ）は、オランダの南ホラント州ロッテルダム出身のプロサッカー選手。プレミアリーグのアストン・ヴィラFC所属。ポジションはフォワード。

## 経歴
2019年よりフェイエノールトのユースアカデミーに加入し、2022年6月16日に最初のプロ契約を結んだ。
2024年11月10日のアルメレ・シティFC戦に出場してプロデビューした。
2025年7月1日、フェイエノールトとの契約満了に伴い、プレミアリーグ、アストン・ヴィラFCへの移籍を発表。

## 代表歴
2023年のUEFA U-17欧州選手権にオランダ代表で出場した。
2024年、U-19オランダ代表に初選出された。

## 人物
「Zépiqueno」という名前は2002年公開の映画『シティ・オブ・ゴッド』の登場キャラクターであるZé Pequenoが由来。